# Muzeum Wielkiej Wojny Ojczyźnianej w Mińsku
Muzeum Wielkiej Wojny Ojczyźnianej w Mińsku (biał. Беларускі дзяржаўны музей гісторыі Вялікай Айчыннай вайны, ros. Белорусский государственный музей истории Великой Отечественной войны) – mieszczące się w Mińsku muzeum wojskowe poświęcone pamięci tzw. Wielkiej Wojny Ojczyźnianej.

## Historia
Muzeum zostało założone 30 września 1943 uchwałą Biura Komitetu Centralnego Komunistycznej Partii Białorusi. Otwarcie placówki dla zwiedzających nastąpiło 22 października 1944, niedługo po wyzwoleniu Mińska.
Zarządzeniem Ministerstwa Kultury Białoruskiej SRR z 15 stycznia 1966 muzeum przeniesiono do nowo wybudowanego budynku. W 2010 prezydent Białorusi Aleksander Łukaszenka podjął decyzję o budowie nowego gmachu dla placówki. Uroczyste otwarcie muzeum po przebudowie odbyło się 2 lipca 2014 z udziałem Łukaszenki oraz prezydenta Federacji Rosyjskiej Władimira Putina.
Muzeum posiada 24 sale wystawowe. Według stanu na 2012 w zbiorach placówki znajdowało się 142 676 obiektów. Pracownicy muzeum zajmują się również badaniami historycznymi: w szczególności Białorusinami służącymi w Armii Czerwonej, białoruską działalnością antyfaszystowską i partyzancką podczas II wojny światowej oraz historia obozu zagłady Auschwitz-Birkenau.
W 2012 obiekt odwiedziło blisko 235 tys. zwiedzających. W 2019 muzeum otrzymało nagrodę prezydenta Federacji Rosyjskiej.

## Galeria

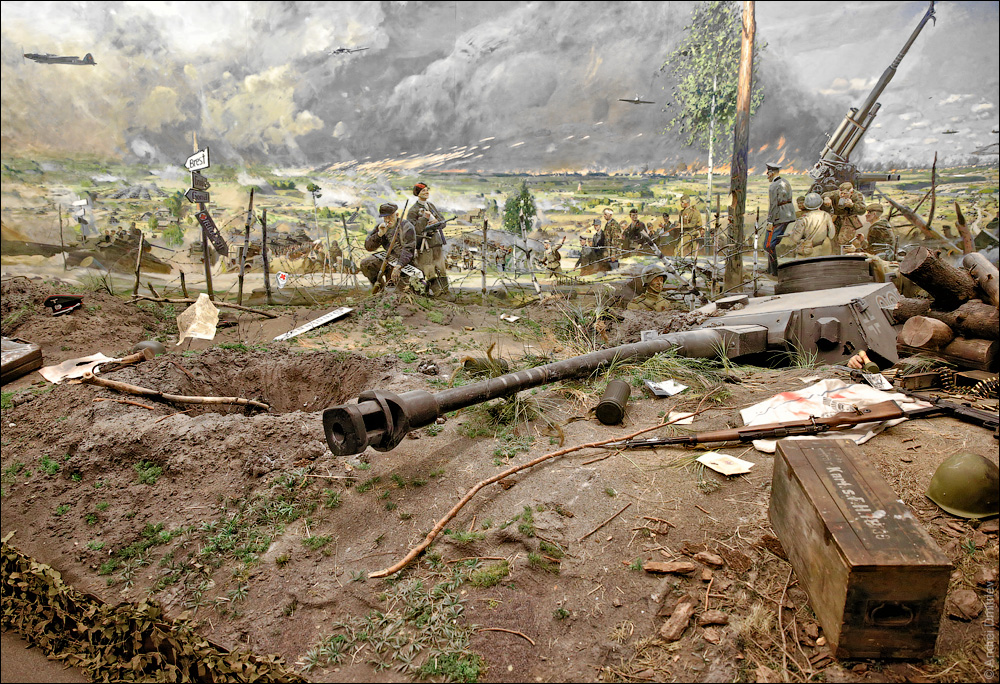
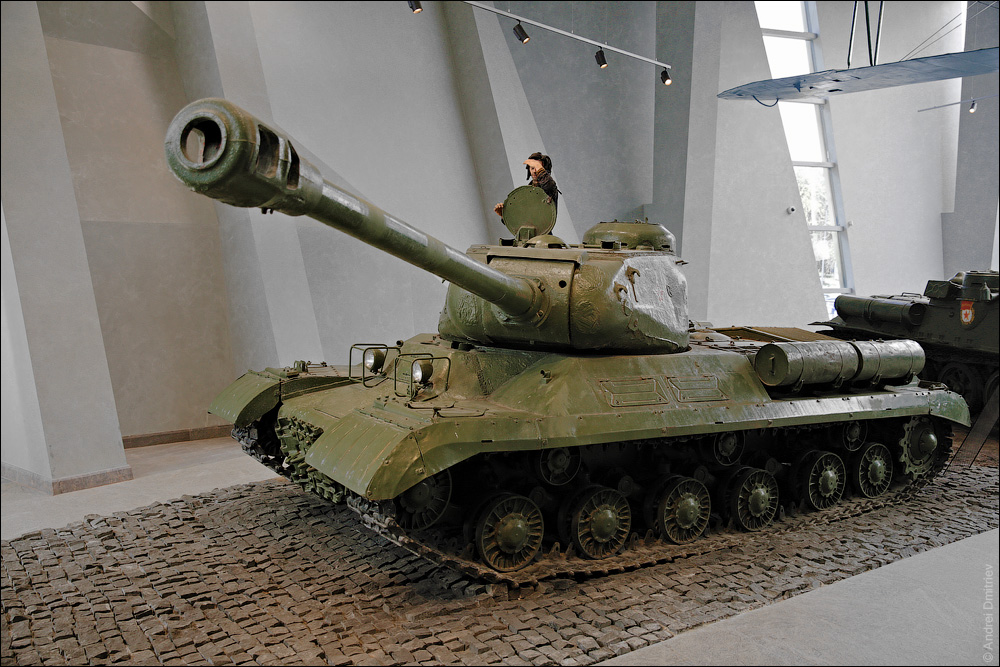
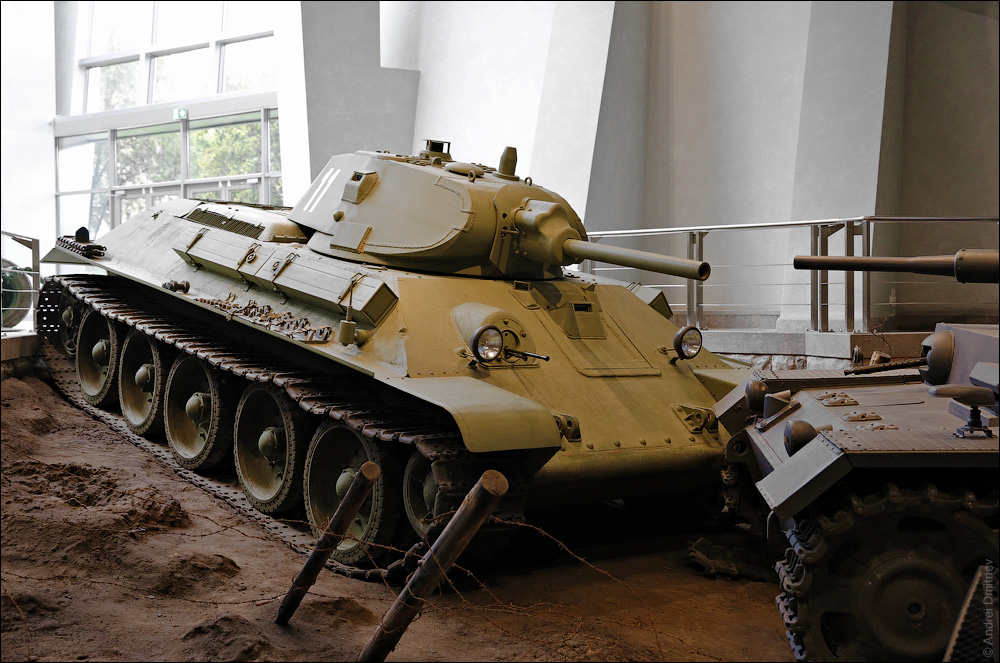
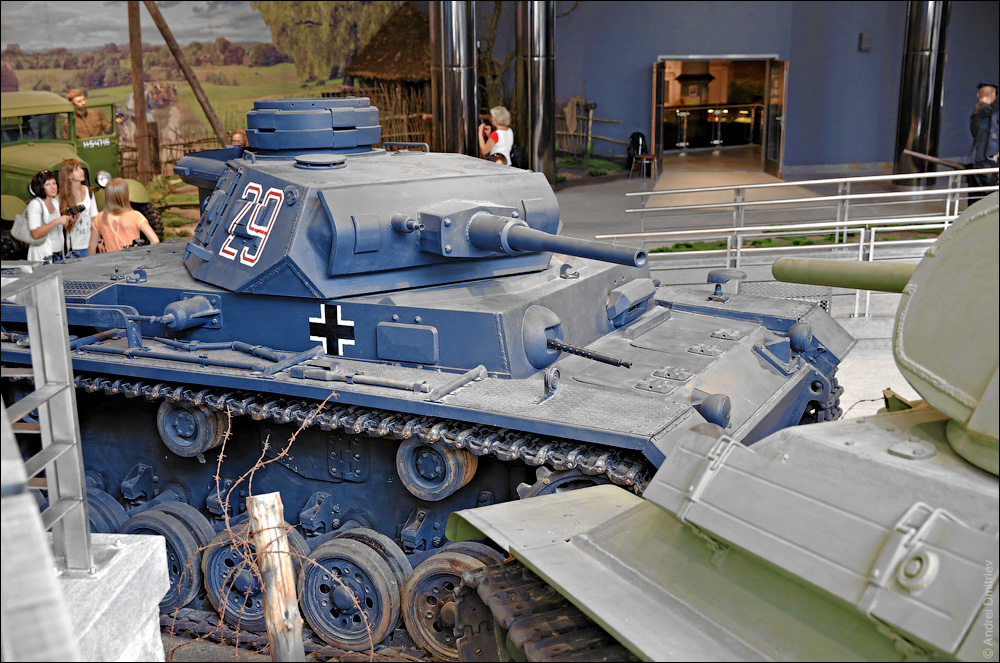
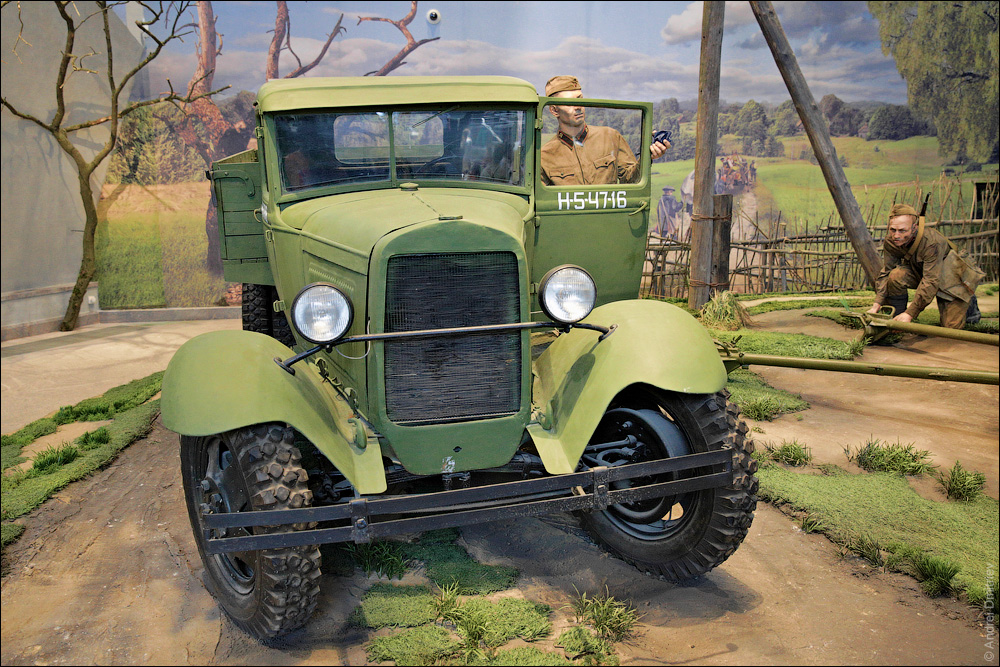
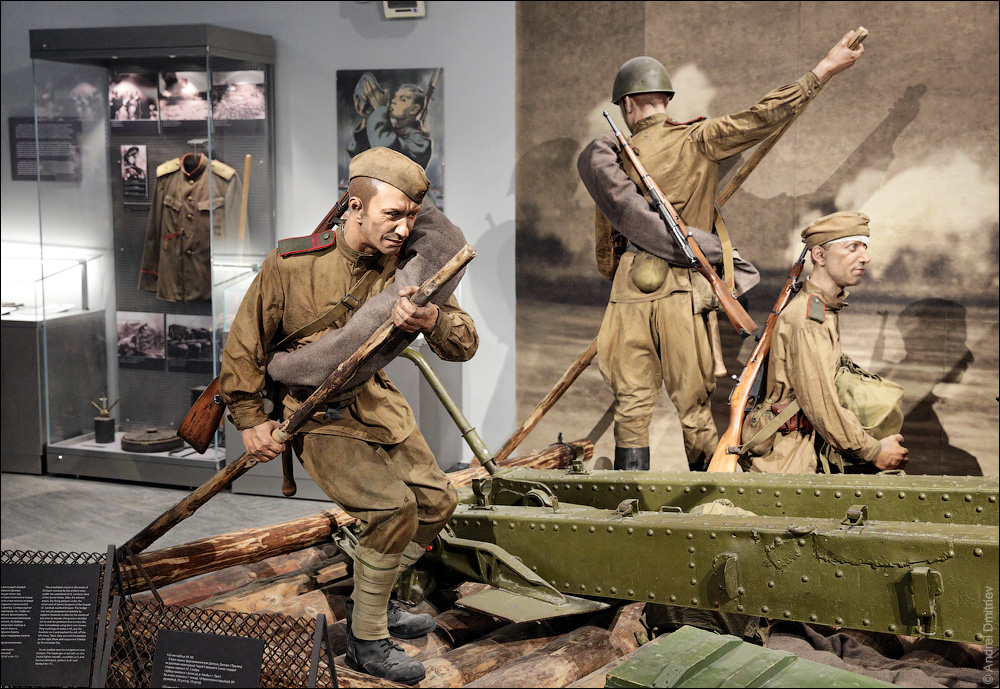
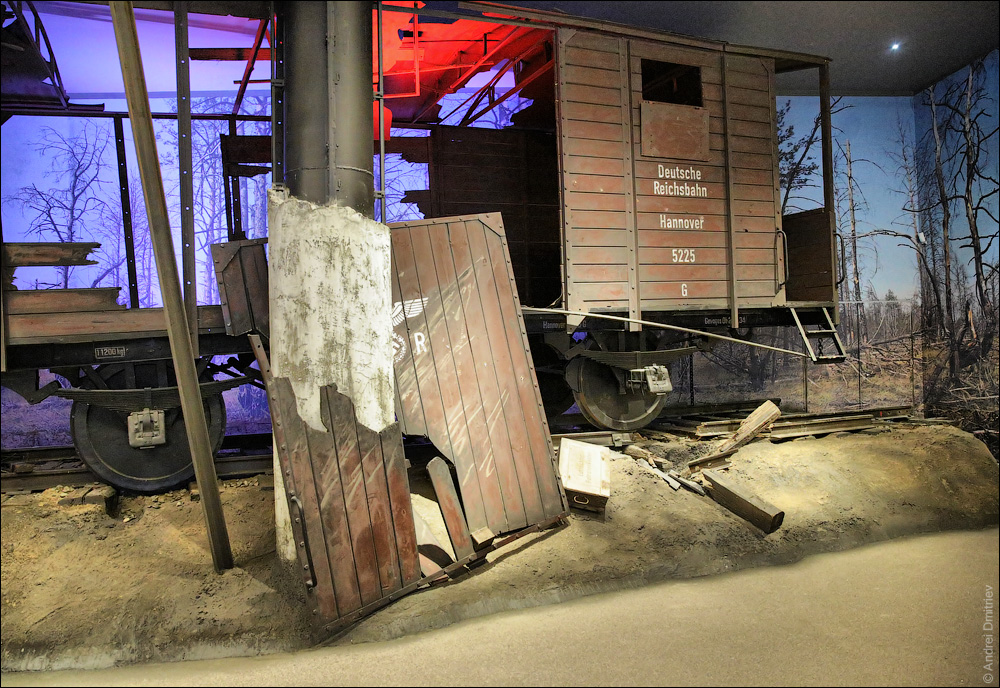
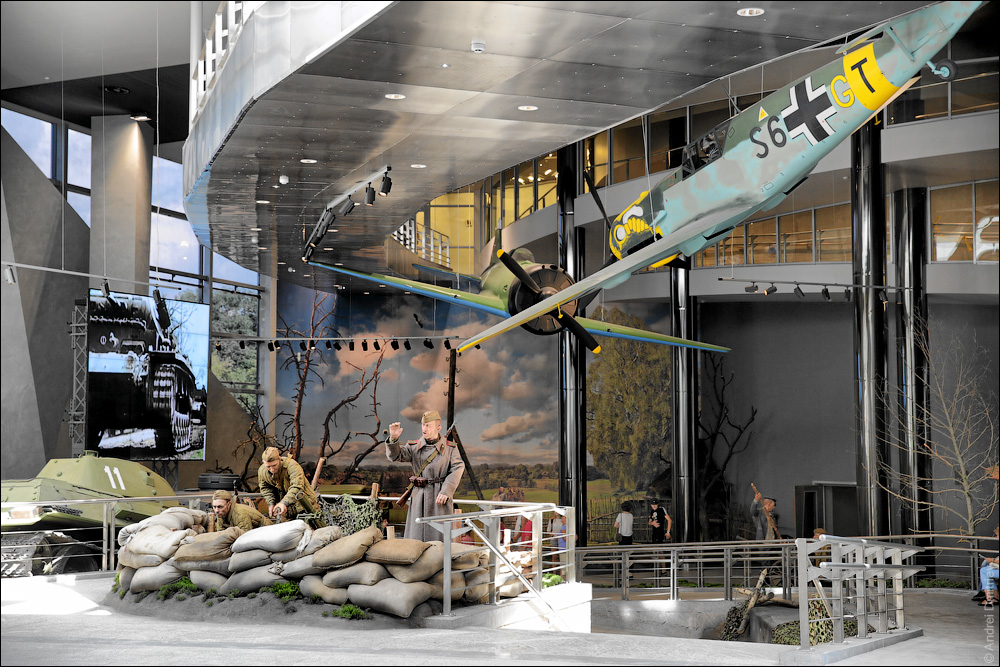
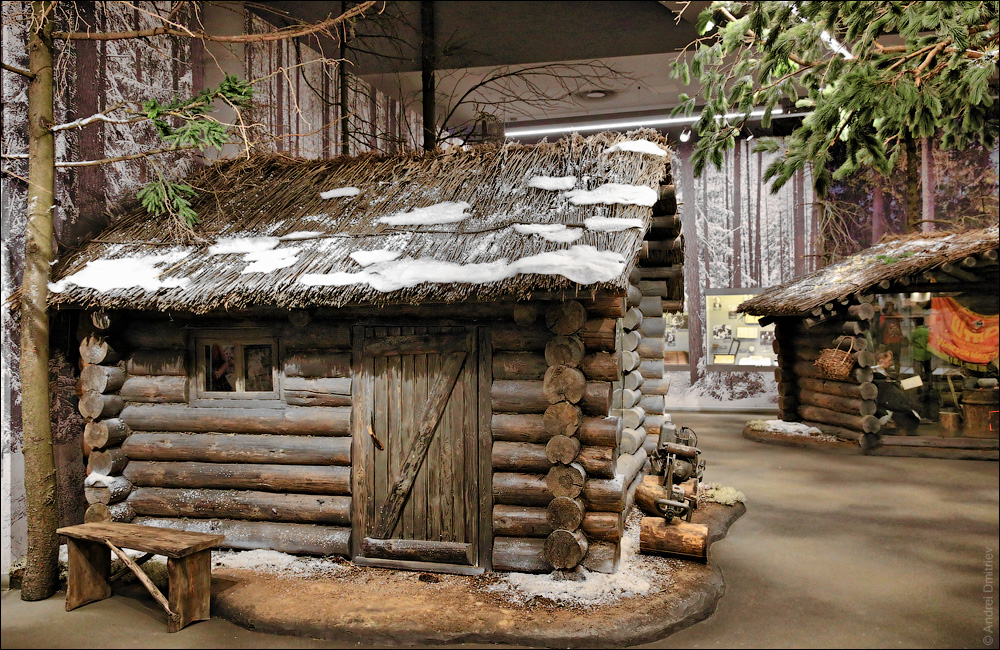
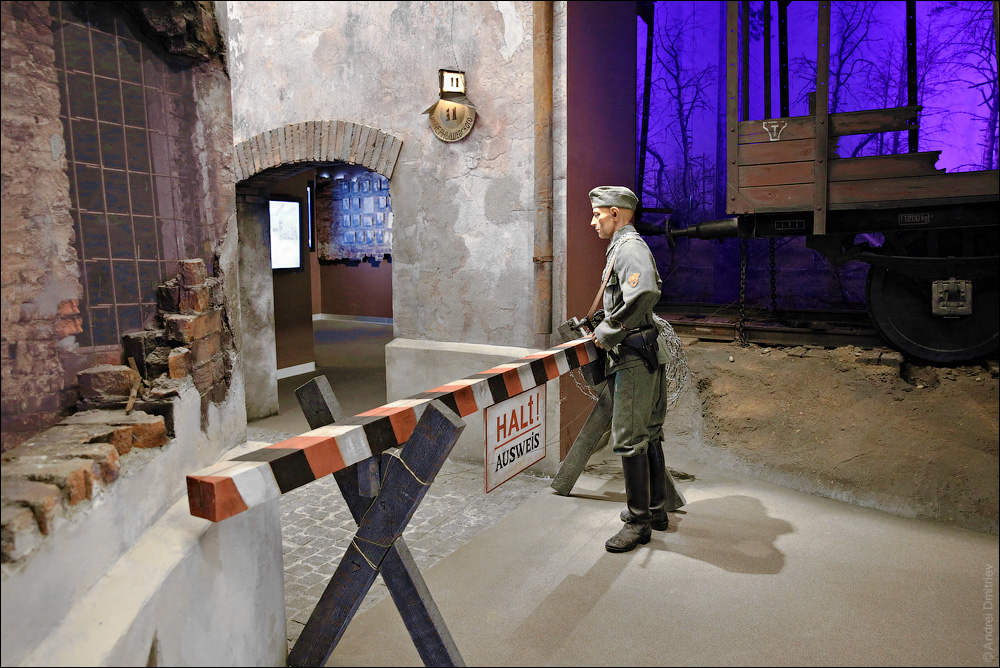
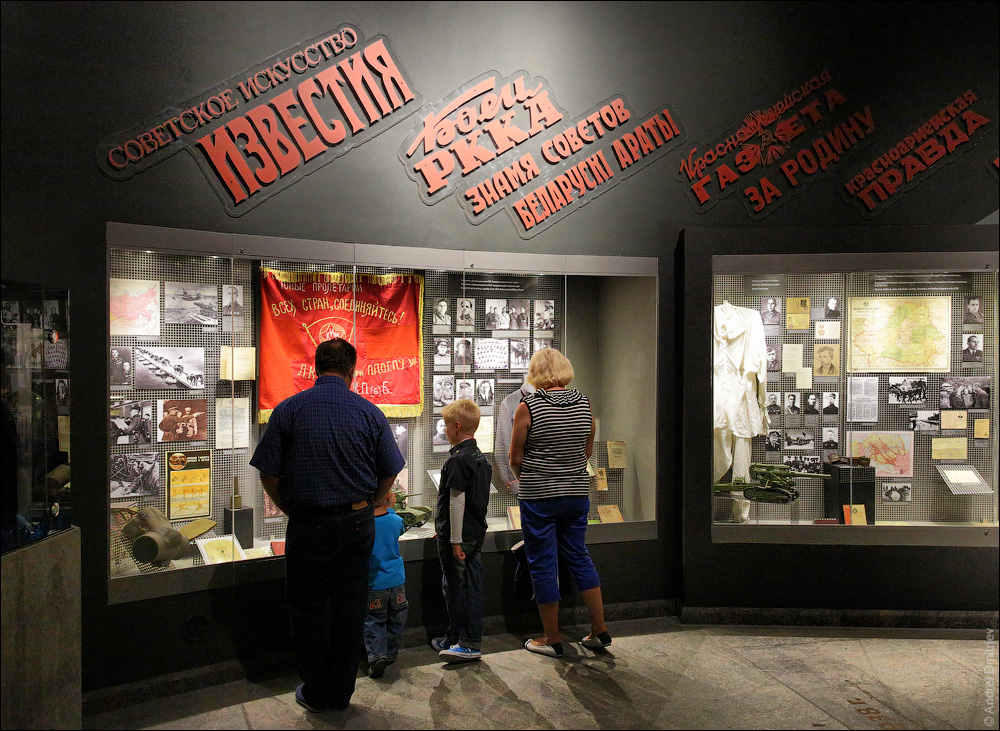
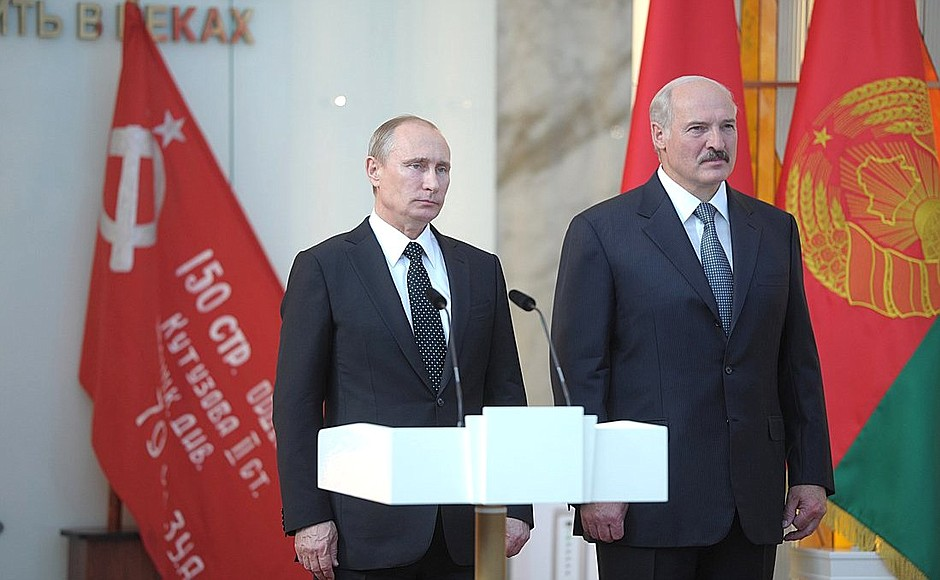
Prezydent Federacji Rosyjskiej Władimir Putin i prezydent Białorusi Aleksander Łukaszenka podczas inauguracji ponownego otwarcia muzeum w 2014